# Вентурина (Ливорно)
Вентурина је насеље у Италији у округу Ливорно, региону Тоскана.
Према процени из 2011. у насељу је живело 9004 становника. Насеље се налази на надморској висини од 14 м.